# Іловайський Іван Григорович
Іван Григорович Іловайський (1831 — 1883) — підприємець та меценат Російської імперії, один із ініціаторів створення З'їзду гірничопромисловців Півдня Росії.

## Біографія
Походив зі старовинного козацько-дворянського роду Іловайських. Син генерала Григорія Дмитровича Іловайського. Закінчив школу гвардійських прапорщиків та кавалерійських юнкерів. 13 червня 1848 року підвищений до корнета, з 25 червня того ж року — в Лейб-Гвардійському Отаманському полку. 8 квітня 1851 року отримав звання поручика. 28 травня 1855 року переведений у полк Ульянова № 42. Був учасником Східної війни 1853—1856 років у діючих боях за Крим та Севастополь. За відмінність у військовій справі 4 жовтня 1855 року отримав чин осавула.
З 1860-х роках активно займався підприємницькою діяльністю. Заснував Макіївський кам'яновугільний рудник (1859—1870) та механічний завод (1866 рік) в слободі Зуївці (нині м. Зуївка Донецької області). У 1874 році Іван Іловайський закупив у Великій Британії 3 парові машини та починає технічну реконструкцію копальні, додаючи до неї ще одну шахту. Він став першим підприємцем у Росії, хто обладнав паровими машинами та іншими засобами механізації 5 шахт свого рудника. Окрім ремонтно-механічного заводу, він побудував також великий винокурний завод, відкрив у Зуївці кінний завод, де розводили чистокровних англійських породистих верхових коней.Займався побудовою та інспектуванням парафіяльних шкіл та училищ у Міуській окрузі.
Був одружений з Яновою Катериною Василівною. Мав дев'ятеро дітей.
Похований на кладовищі при підземній церкві пр. Антонія і Феодосія Святогірської лаври.